# 19313 Shibatakazunari
19313 Shibatakazunari è un asteroide della fascia principale. Scoperto nel 1996, presenta un'orbita caratterizzata da un semiasse maggiore pari a 2,6040433 au e da un'eccentricità di 0,1594581, inclinata di 13,71475° rispetto all'eclittica.